# 劉詩詩
劉詩詩（リウ・シーシー、1987年3月10日 - ）は、中国の女優である。

## 経歴
1987年、北京に生まれる。本名は劉詩施。6歳の頃からバレエを習い始める。2002年に北京舞踏学院バレエ科に入学し、バレエの教師を目指す。2004年に学校でスカウトされ、テレビドラマ『月影風荷』の主演として芸能界入り。2011年に主演したテレビドラマ『宮廷女官 若曦』の大ヒットにより人気スターとなる。2014年、行定勲監督の映画『真夜中の五分前』に出演した。
2015年1月、テレビドラマ『宮廷女官 若曦』で共演したニッキー・ウー（呉奇隆）と結婚した。2019年5月には第一子が誕生した。

## フィルモグラフィー

### 映画
- ドラゴン・コップス 微笑捜査線（原題：不二神探）（2013年）
- 真夜中の五分前（2014年、日中合作映画）
- ブレイド・マスター（原題：繡春刀）（2014年）

### テレビドラマ
- 楊家将伝記 兄弟たちの乱世（原題：少年楊家将）（2006年）
- 射鵰英雄伝〈新版〉（原題：射鵰英雄伝）（2008年）
- 倚天屠龍記（原題：倚天屠龍記）（2009年）
- 仙剣奇侠伝三（2009）- 龍葵 役
- 白蛇伝〜転生の妖魔（原題：白蛇后传）（2009年）
- 織姫の祈り（原題：天涯織女）（2010年）
- 四人の義賊 一枝梅（原題：怪俠一枝梅）（2010年）
- 宮廷女官 若曦（原題：歩歩驚心）（2011年）
- 岳飛伝 THE LAST HERO（原題：精忠岳飛）（2013年）
- トキメキ!弘文学院（原題：犀利仁師）（2014年）
- 続・宮廷女官 若曦 〜輪廻の恋（原題：歩歩驚情）（2014年）
- 風中の縁（原題：風中奇緣）（2014年） - 莘月 役
- この愛の果て 〜彼らが出した答え〜（原題：如果可以这样爱）（2015年）
- 女医明妃伝〜雪の日の誓い〜（原題：女医・明妃伝）（2016年） - 譚允賢（杭皇后） 役
- 那年青春我們正好（2016年）- 劉婷 役
- 酔麗花〜エターナル・ラブ〜（原題：醉玲珑）（2017年） - 卿塵 役